# Lanceur d'alerte

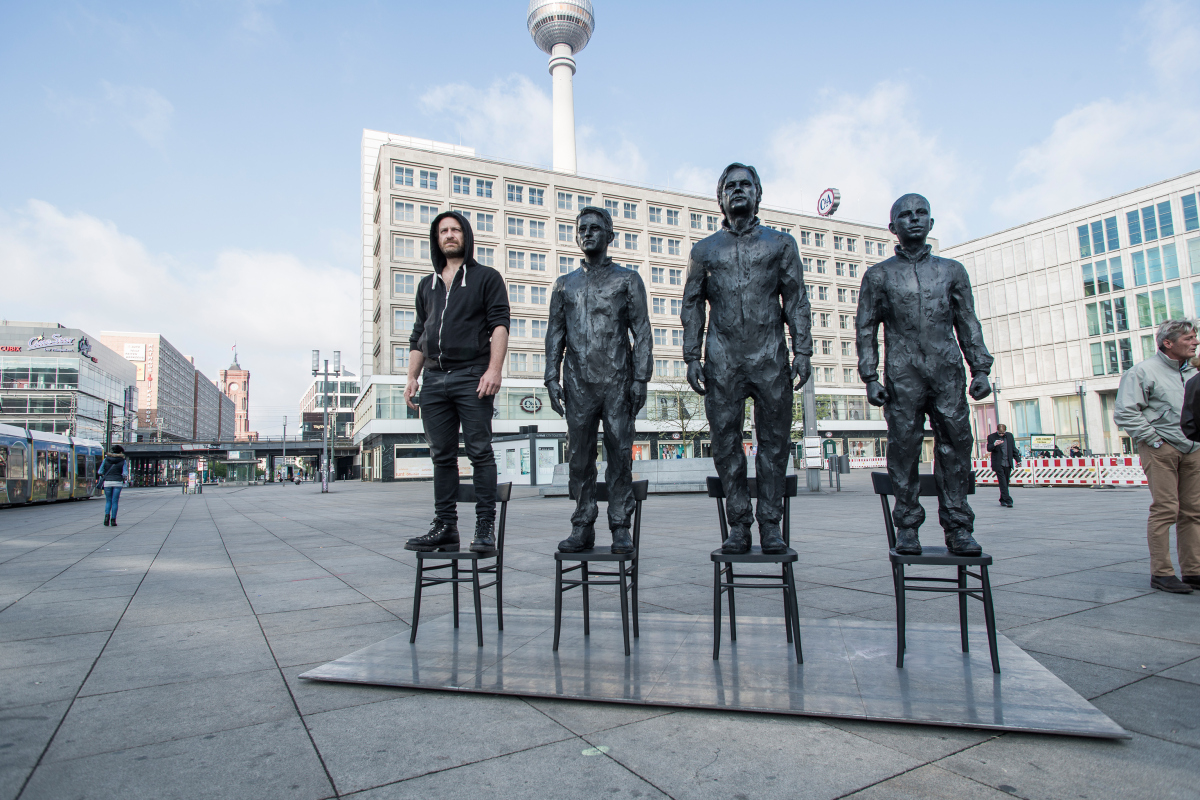
Anything to Say?, sculpture itinérante en bronze de Davide Dormino dédiée aux lanceurs d'alerte, ici sur l'Alexanderplatz à Berlin. Les trois personnes représentées sont Edward Snowden, Julian Assange et Chelsea Manning. La chaise vide permet de prendre la parole pour défendre les lanceurs d'alerte.

Un lanceur d'alerte est toute personne, groupe ou institution qui adresse un signal d'alarme en espérant enclencher un processus de régulation ou de mobilisation collective, après avoir eu connaissance d'un danger, d'un risque ou d'un scandale avéré.
À la différence du délateur, le lanceur d'alerte estime agir pour le bien commun ou l'intérêt général, animé de bonnes intentions,, généralement de manière bénévole et désintéressée, souvent contre l'avis de sa hiérarchie. Son but est d'informer les instances officielles, associations et le journalisme d'enquête.
En France, la notion est apparue en 1999 dans un livre des sociologues Francis Chateauraynaud et Didier Torny, à propos d'alertes sanitaires et environnementales, et une Maison des lanceurs d'alerte a été fondée en 2018 par 17 associations et syndicats car depuis la fin des années 1990, des lanceurs d'alertes sont menacés ou poursuivis. La protection des sources d'information du journalisme d'enquête est une règle de droit et un principe de la déontologie du journalisme, pilier de la Charte de Munich, qui date elle de 1971.
Des mouvements associatifs ou politiques veulent une législation les protégeant, comme aux États-Unis et au  Canada, des risques encourus : licenciement, assassinat, atteintes à la santé ou à la tranquillité de sa famille, procédures-bâillons en justice visant à censurer et ruiner. Selon le professeur de sciences de gestion Bertrand Venard, « mieux protéger les lanceurs d’alerte, c’est aussi sécuriser l’économie » car la corruption freine son développement, par « de mauvaises décisions, un surcoût des achats et une diminution des investissements ».
En France, le Grenelle de l'environnement prend position en 2007 pour leur protection juridique et la loi Sapin II instaure en 2016 un statut de lanceur d'alerte, incluant la protection contre toute forme de représailles. Une directive de l'Union européenne est ensuite adoptée en 2019 pour protéger « les personnes signalant des violations du droit de l'Union ».

## Terminologie
Le terme français « lanceur d'alerte » a été inventé dans les années 1990 par les sociologues Francis Chateauraynaud et Didier Torny. Il a ensuite été popularisé au début des années 2000 par le chercheur André Cicolella, lui-même un « lanceur d'alerte », en interaction avec des juristes, des journalistes et des militants associatifs. La création de cette notion visait explicitement à la séparer de celles de dénonciateur (sincère) et de délateur (intéressé). Contrairement à ce que de nombreux journalistes ont écrit, l'expression de lanceur d'alerte n'a pas été développée comme une traduction de whistleblower (littéralement « personne soufflant dans un sifflet » ; autrement dit, celui qui sonne l'alarme). Alors que le whistleblower, particulièrement développé dans les traditions juridiques anglo-saxonnes, désigne avant tout celui qui entend donner un coup d'arrêt à une action illégale, irrégulière ou injuste, le lanceur d'alerte a d'abord été conçu comme celui ou celle qui se donne pour but de signaler un danger ou un risque, afin de l'éviter en interpellant les pouvoirs en place et en suscitant la prise de conscience de ses contemporains. Cependant, au fil de la multiplication des affaires et des scandales, du Mediator à Luxleaks en passant par les révélations d'Edward Snowden, les deux concepts tendent à converger dans les discours publics.
Au Québec et au Canada francophone, le terme utilisé pour traduire whistleblower a longtemps été celui de « dénonciateur » – bien que le terme « lanceur d'alerte » ait été reconnu en 2006 dans la fiche « dénonciation » (domaine comptabilité) du Grand Dictionnaire terminologique de l'Office québécois de la langue française.
Les lanceurs d'alerte peuvent interagir en amont et/ou en aval, avec toutes sortes d'« acteurs vigilants », appelés aussi des sentinelles de veille.

## Définition
S'inspirant des travaux sociologiques sur les sciences et les risques menés par Chateauraynaud et Torny, la Fondation Sciences Citoyennes définit ainsi le lanceur d'alerte :

« Simple citoyen ou scientifique travaillant dans le domaine publique [sic] ou privé, le lanceur d’alerte se trouve à un moment donné, confronté à un fait pouvant constituer un danger pour l’homme ou son environnement, et décide dès lors de porter ce fait au regard de la société civile et des pouvoirs publics. Malheureusement, le temps que le risque soit publiquement reconnu et s’il est effectivement pris en compte, il est souvent trop tard. Les conséquences pour le lanceur d’alerte, qui agit à titre individuel parce qu’il n’existe pas à l’heure actuelle en France de dispositif de traitement des alertes, peuvent être graves : du licenciement jusqu’à la « mise au placard », il se retrouve directement exposé aux représailles dans un système hiérarchique qui ne le soutient pas car souvent subordonné à des intérêts financiers ou politiques. »

Est un lanceur d’alerte, pour le Conseil de l'Europe, « toute personne […] qui révèle des informations concernant des menaces ou un préjudice pour l’intérêt général dans le contexte de sa relation de travail, dans le secteur public ou privé ».
Dans un article de synthèse publié dans le « dictionnaire de la Participation », Francis Chateauraynaud relie deux définitions menant de l'alerte à la dénonciation, soit de la figure du lanceur d'alerte « à la française » à celle du whistleblower « angloaméricaine » :

« 1. Toute personne, groupe ou institution qui, percevant les signes précurseurs d’un danger ou d’un risque, interpelle une ou plusieurs puissances d’action, dans le but d’éviter un enchaînement catastrophique, avant qu’il ne soit trop tard.
2. Toute personne ou groupe qui rompt le silence pour signaler, dévoiler ou dénoncer des faits, passés, actuels ou à venir, de nature à violer un cadre légal ou réglementaire ou entrant en conflit avec le bien commun ou l’intérêt général. Ce second sens est plus proche du mot anglais whistleblower – dont l’expression de lanceur d’alerte n’est cependant pas la traduction directe. »

Le lanceur d'alerte peut aussi être dans la durée « porteur d'alerte » et « porteur d’un message éthique » 

## Historique de la notion
« Signe de ce qu’aucun des problèmes de fond et des impasses auxquelles conduit immanquablement le productivisme n’est en voie de résolution, voire d’identification, le nombre de lanceurs d’alerte, individuels et collectifs, n’a cessé de croître depuis le début des années 1990. Intervenant dans des domaines très divers comme l’agriculture industrielle (pesticides, OGM, perturbateurs endocriniens, raréfaction de l’eau), les technosciences (nucléaire, numérique, nanotechnologies), le travail (harcèlement, burn-out, précarité), la surveillance des populations ou les paradis fiscaux (renseignement militaire, policier et d’entreprise, contrôle des migrants, affaire WikilLeaks, Snowden, SwissLeaks, LuxLeaks, Panama papers), ces derniers sont confrontés à de multiples pressions sans être parvenus, jusqu’à présent, à bénéficier des protections juridiques qui leur permettraient d’exercer leur activité en toute indépendance. Mais leur vulnérabilité résulte plus fondamentalement de plusieurs éléments propres à l’époque et à la conception du monde qui la structure majoritairement.  »
— Pierre Bitoun et Yves Dupont, Le Sacrifice des paysans : une catastrophe sociale et anthropologique, L'échappée, 2016 (p. 30).

### En langue française
En France, l’article 28 de la loi du 13 juillet 1983 portant droits et obligations des fonctionnaires prévoit une faculté d'alerter. Et le décret relatif à la discipline générale militaire va plus loin en précisant que « Le subordonné ne doit pas exécuter un ordre prescrivant d'accomplir un acte manifestement illégal ou contraire aux règles du droit international applicable dans les conflits armés et aux conventions internationales » (art. D. 4122- 3, 3° du Code de la Défense). Mais l’instruction d'application rappelle qu’il commet une faute s’il s’avère que l’acte n’était pas manifestement illégal. L'émergence d'un droit de critique par les salariés se développe dans la seconde moitié des années 1990.
En langue française, la notion de lanceur d'alerte a, en partie, été popularisée par André Cicolella, chercheur en santé-environnement à l'Institut national de l'environnement industriel et des risques (INERIS), en lien avec une jurisprudence établie après son licenciement jugé non justifié de l'Institut national de recherche et de sécurité.
- 1994. Le Grand Dictionnaire terminologique de l'Office québécois de la langue française propose dénonciateur comme traduction du terme anglais whistleblower.
- 1996. La notion de lanceur d'alerte est créée par les sociologues Francis Chateauraynaud et Didier Torny, dans le cadre de leurs travaux sur les risques. Après un rapport remis au CNRS en 1997, intitulé Alertes et Prophéties, ils publient « Les Sombres précurseurs : Une Sociologie pragmatique de l’alerte et du risque »[19],[20]. Pour ancrer leurs concepts, les auteurs analysent les processus d’alerte à partir de trois exemples de risques technologiques : l’amiante, le nucléaire (risque radioactif) et la « vache folle ».
- 1999. Avec la publication de leur livre, Les Sombres précurseurs : Une Sociologie pragmatique de l’alerte et du risque, la notion de lanceur d'alerte commence à se répandre.
- 2000. La Cour de cassation rétablit André Cicolella (cf. infra pour les détails juridiques de l'affaire) dans ses droits en reconnaissant le caractère abusif de son licenciement et reconnaît pour la première fois dans son arrêt la nécessité de « l’indépendance due aux chercheurs », l’employeur devant « exercer son pouvoir hiérarchique dans le respect des responsabilités » qui leur sont confiées[21].
- 2003. Les premières utilisations publiques de la notion remontent aux colloques scientifiques. « La protection du lanceur d’alerte sanitaire » organisé par la Fondation « Sciences citoyennes » à Paris V - Faculté de Jussieu (29 mars 2003) et la « Conférence sur la clause de conscience » organisée par l'APSAB (Association for the promotion of scientific accountable behaviour)[22] à Genève (Suisse) le 25 septembre 2003[23].
- 2005. Le livre Alertes Santé[24] permet à André Cicolella et Dorothée Benoit-Browaeys de faire connaître la notion au grand public : « Le caractère cancérogène de l’amiante a été prouvé dès 1950. Pourtant, l’amiante (ou « asbeste » en vieux français) n’a été interdit en France qu’en 1997 ! Ce scandale ne doit pas se reproduire. Il est donc essentiel d’être à l’écoute des lanceurs d’alerte ».
- 2007. À l'occasion du Grenelle de l'environnement, plusieurs associations proposent d'accorder un statut juridique aux lanceurs d'alerte. Le principe d'une loi sur cette question y est acté[25].
- 2008. La mission Corinne Lepage, chargée de la traduction juridique des orientations prévues par le Grenelle de l’environnement en matière de gouvernance écologique, intègre la question de la protection juridique des lanceurs d'alerte dans son rapport publié en février 2008[26].

### En langue anglaise
La notion la plus proche de l'expression « lanceur d'alerte » en langue anglaise est celle de « whistleblower ». Cette expression renvoie à l'idée de « délation » qui n'est pas connotée aussi négativement en anglais, et se traduit littéralement par « souffler dans le sifflet ».

#### Origine et définition
L’expression « whistleblower » désigne à l'origine les policiers soufflant (« blow ») dans leur sifflet (« whistle ») à la fois pour appeler les forces de l'ordre et pour alerter les citoyens d'un danger.
Le « whistleblower » est un employé ou ex-employé d'une entreprise ou d'une agence gouvernementale qui signale une mauvaise conduite à une autorité susceptible de mettre fin à cette mauvaise conduite. Cette dernière recouvre les violations de lois et règlements et/ou une menace directe contre l'intérêt général, telles qu'une fraude, de la corruption ou une menace pour la santé et/ou la sécurité des hommes.
Elle s'applique en particulier aux questions liées aux ententes illégales entre producteurs.

### En langue néerlandaise
Le néerlandais connaît le terme de « klokkenluider » littéralement : carillonneur ou sonneur de cloche. Les sonneurs de cloche activent manuellement les cloches des beffrois et clochers d'églises. Ils n'avaient dans le passé pas qu'un rôle d'appel aux services religieux. Les cloches étaient un des rares moyens de communication collectifs, et étaient parfois employées pour annoncer un danger : feu, orage, invasion et appeler à des réactions appropriées. On dit bien « sonner le tocsin ».

## Protection juridique des lanceurs d'alerte
D'après Transparency International France, environ 60 pays disposent d'une législation couvrant les lanceurs d’alerte dont sept sont équipés de dispositifs solides. En 2017, elle a édité une brochure Guide pratique à l'usage des lanceurs d'alerte.
Blueprint for Free Speech, fondation internationale (Allemagne, Australie, Royaume-Uni, Suède), créée pour la défense de la liberté d’expression dans le monde et dont le siège est situé en Australie, a construit une bibliothèque gratuite de ressources en ligne (législations, bonnes pratiques, études). Sur son site, une carte mondiale interactive des législations nationales en faveur des lanceurs d’alerte est présentée.

### Canada

#### Secteur public fédéral
La Loi sur la protection des fonctionnaires divulgateurs d’actes répréhensibles est entrée en vigueur le 15 avril 2007. Elle s’applique à presque l’ensemble du secteur public fédéral, incluant les ministères et les organismes, les sociétés d’État mères, la Gendarmerie royale du Canada et d’autres organismes du secteur public fédéral. C'est le Commissariat à l’intégrité du secteur public du Canada qui est chargé d'appliquer cette loi.

#### Québec
Le Protecteur du citoyen est chargée d'appliquer la Loi facilitant la divulgation d’actes répréhensibles à l’égard des organismes publics. Il protège les lanceurs d'alerte dans les cas suivants :
- Une contravention à une loi ou à un règlement applicable au Québec ;
- Un manquement grave aux normes d’éthique et de déontologie ;
- Un usage abusif des fonds ou des biens d’un organisme public, y compris de ceux qu’il gère ou détient pour autrui ;
- Un cas grave de mauvaise gestion au sein d’un organisme public, y compris un abus d’autorité ;
- Un acte ou une omission qui porte ou risque de porter gravement atteinte à la santé ou à la sécurité d’une personne ou à l’environnement ;
- Le fait d’ordonner ou de conseiller à une personne de commettre un acte répréhensible.

Par contre, il ne traite pas les alertes remettant en cause le bien-fondé des politiques et objectifs de programme du gouvernement ou d’un organisme public. De plus, la loi ne protège pas les lanceurs d’alerte au municipal et aux entreprises privées qui font affaire avec l'État. La Loi ne protège pas non plus les fonctionnaires lanceurs d'alerte qui ont dénoncé à des médias. Cela dit, la mouvance politique actuelle vise à renforcer la protection des lanceurs d'alerte.
À défaut de protections solides pour les nombreux lanceurs d'alerte qui ne correspondent pas aux critères limitatifs de la loi, c'est plutôt l'obligation de loyauté envers l'employeur de l'article 2088 du Code civil du Québec qui trouve application. Un manquement important à l'obligation de loyauté peut être un motif de congédiement.

### États-Unis
(mai 2014).
La première loi américaine date de 1863 : le False Claims Act. Elle était destinée à récompenser pendant la Guerre Civile les personnes qui dénonceraient les fraudes commises par les sous-traitants de l'armée américaine. Parmi l'arsenal législatif qui a continué à s'étoffer, le Whistleblower Protection Act datant de 1989 se distingue car il a permis de protéger les lanceurs d'alerte du secteur public.
Dans le privé, spécialement dans les secteurs stratégiques comme le nucléaire, l'agroalimentaire ou l'aviation, les salariés qui dénoncent des pratiques illégales ou dangereuses bénéficient officiellement d'une protection contre les représailles de leur employeur. Officieusement, la protection est différente selon les États américains et les lanceurs d'alerte du privé ne disposent pas de la même protection que celle qui couvre les employés fédéraux.
L'OSHA, une agence du Ministère du Travail traite les plaintes des lanceurs d'alerte. Mais cette organisation est trop lente dans ses procédures : entre 2009 et 2014, seuls 17,7 % des plaignants ont obtenu gain de cause.
Aux États-Unis, la protection des « whistleblowers » dépend notamment du sujet abordé par la dénonciation et du statut du dénonciateur. Un ensemble complexe de lois adoptées entre 1912 (« Lloyd-La Follette Act ») et 2002 (« Sarbanes-Oxley Act ») pourrait être modernisé par un nouveau projet de loi intitulé « Whistleblower Protection Act » présenté en 2007.
Aux États-Unis a été créé, en 2007, le bureau des lanceurs d'alerte (Whistleblower Office) de l'IRS qui récompense les dénonciateurs de fraudes fiscales en leur garantissant 30 % des montants récupérés grâce à leurs informations. Bradley Birkenfeld, ancien banquier américain d'UBS, a perçu 104 millions de dollars pour avoir permis à l'État de recouvrer 5 milliards d'impôts dus. Sa dénonciation a aussi permis au fisc américain d'engranger 780 millions de dollars d'amendes payées par UBS pour échapper à un procès qui aurait pu faire perdre la licence d'exploitation à la banque.
Le système américain est paradoxal. Certes, l'utilité des lanceurs d'alerte est reconnue. La justice américaine les définit comme « l'outil le plus efficace dans la lutte et la punition des fraudes perpétrées contre les États-Unis ». Mais cette protection est assujettie à d'innombrables textes qui en limitent le statut (délais de procédures, nature de la fraude décrite, secteur d'activité...) Edward Snowden réfugié en Russie et Chelsea Manning en prison sont des exemples des difficultés rencontrées par les lanceurs d'alerte. Barack Obama a utilisé une loi, l'Espionnage Act (loi de 1917), à sept reprises contre des employés fédéraux qui avaient révélé des informations liées à la défense ou au renseignement. Les présidents précédents avaient utilisé seulement trois fois ce recours.
Dans les pays anglo-saxons s'est constituée au sein dans le domaine de la défense, de la sécurité et du renseignement américain une ONG (National Security Whistleblowing Coalition) qui aide à protéger et faire entendre et respecter les lanceurs d'alertes dans ce milieu ; la NSWC a été créée par Sibel Edmonds (traductrice du FBI licenciée après avoir révélé un réseau d’espionnage et d’influence au sein même du FBI).

### France
En France, la notion de lanceur d'alerte apparait dans les années 1990. Depuis 2013, la France a adopté plusieurs lois pour protéger les lanceurs d'alerte.

En 2016, l'article 6 de la loi Sapin 2 définit ce qu'est un lanceur d'alerte : 
« Un lanceur d'alerte est une personne physique qui révèle ou signale, de manière désintéressée et de bonne foi, un crime ou un délit, une violation grave et manifeste d'un engagement international régulièrement ratifié ou approuvé par la France, d'un acte unilatéral d'une organisation internationale pris sur le fondement d'un tel engagement, de la loi ou du règlement, ou une menace ou un préjudice graves pour l'intérêt général, dont elle a eu personnellement connaissance. Les faits, informations ou documents, quel que soit leur forme ou leur support, couverts par le secret de la défense nationale, le secret médical ou le secret des relations entre un avocat et son client sont exclus du régime de l'alerte défini par le présent chapitre. »
— Article 6 de la loi no 2016-1691 du 9 décembre 2016 relative à la transparence, à la lutte contre la corruption et à la modernisation de la vie économique (1)
L’alerte doit concerner une atteinte à l’intérêt général.
Pour pouvoir être entendue et traitée à temps, mais aussi en cas d’action en justice, l’alerte doit pouvoir être attestée (écrits, courriels, entretiens, témoins).
Elle doit présenter une chronologie claire (antériorité de l’alerte sur les représailles, dont un éventuel licenciement).
Le 16 avril 2013, le législateur a adopté une loi protégeant les lanceurs d'alerte, dans le domaine des risques sanitaires ou environnementaux, visant selon Jean-Louis Roumégas (député de l'Hérault et rapporteur de la loi) à « libérer la parole de ceux qui doutent, ou qui savent » par un « cadre protecteur » (c'était une des demandes du Grenelle de l'environnement en 2007) et à renforcer l'indépendance des expertises scientifiques.
- La loi du 6 décembre 2013 vise « tout salarié de bonne foi, témoin de crimes et délits dans l’exercice de son travail ». En France, seule cette loi autorise le recours à la presse.

En décembre 2016, une loi relative à la transparence, à la lutte contre la corruption et à la modernisation de la vie économique (dite « Loi Sapin 2 »). Cette loi crée (art 1) une Agence française anticorruption destinée à « prévenir et à détecter les faits de corruption, de trafic d’influence, de concussion, de prise illégale d’intérêt, de détournement de fonds publics et de favoritisme ».
En 2018 une Maison des lanceurs d'alerte (MLA, association loi de 1901) est créée par dix-sept ONG (associations et syndicats) pour accompagner les lanceurs d’alerte et d’améliorer leur protection ; fin 2020, elle avait 300 demandes de soutien et accompagnait plus de 150 lanceurs d’alerte.
En février 2022, le Parlement a adopté la loi de transposition de la directive (UE) 2019/1937 du 23 octobre 2019 à la suite de deux propositions de loi déposées par le député Modem Sylvain Waserman : une proposition de loi ordinaire « visant à améliorer la protection des lanceurs d’alerte » et une proposition de loi organique « visant à renforcer le rôle du Défenseur des droits en matière de signalement d’alerte ». Ces deux textes ont été promulgués le 21 mars 2022,. La loi visant à améliorer la protection des lanceurs d'alerte a amendé la loi Sapin 2 de décembre 2016 afin de la mettre en conformité avec la directive européenne et ajoute des garanties substantielles non comprises dans la directive .
Le 13 octobre 2023, un amendement rédigé par la FNSEA est adopté en commission des finances par les groupes Renaissance et Les Républicains. Il prévoit de supprimer les avantages fiscaux des organismes faisant appel à des dons ou des legs du public si ceux-ci sont condamnés pour des faits qui relèvent, selon les associations, de lanceurs d’alerte ou de la désobéissance civile. Les associations visées sont celles qui luttent pour la protection de l’environnement et le bien-être animal.

### Royaume-Uni
Au Royaume-Uni, le « Public Interest Disclosure Act » protège depuis 1998 les « whistleblowers » du licenciement et des pressions.
Les lanceurs d'alerte peuvent utiliser une ligne téléphonique d’urgence et gratuite : des avocats traitent les questions des salariés et les accompagnent dans leurs démarches.
Le droit anglo-saxon permet aussi au lanceur d’alerte de conserver son poste jusqu’au procès.

### Suisse
En Suisse, le Contrôle fédéral des finances (CDF) a mis en place en 2017, après six ans d'expérience, une plateforme en ligne (www.whistleblowing.admin.ch) qui a pour but d'échanger des irrégularités présumées, de façon anonyme, indépendante et sécurisée, avec les employés, les fournisseurs, les contribuables et toute personne qui veut améliorer l’efficience de l'administration et combattre la fraude et la corruption. Le CDF est la porte d’entrée officielle des lanceurs d’alerte pour l’administration. Pour les collaborateurs de la Confédération, ils sont néanmoins tenu de respecter la loi sur le personnel de la Confédération, à l'art 22a « Obligation de dénoncer, droit de dénoncer et protection »,.
En 2018, des militants ont mis en ligne la plate-forme « Swiss Leaks » pour que des lanceurs d'alertes puissent révéler des irrégularités (notamment des délits économiques) de manière anonyme,.

### Belgique
La législation belge concernant la protection des lanceurs d'alerte est pointée comme particulièrement déficiente. Le pays ne possède pas de cadre légal global, uniquement des dispositions fédérales et flamandes pour le seul secteur public. La Wallonie et Bruxelles ne protègent donc ni le lanceur d'alerte du secteur privé, ni celui du secteur public non fédéral. Une étude comparative de la commission pointe cette absence de protection pour le secteur privé et souligne qu'il n'existe « aucune législation pertinente » en Wallonie ni à Bruxelles.

### Union européenne
Le 16 avril 2019, le Parlement européen adopte de nouvelles règles à l’échelle de l’Union européenne pour protéger les lanceurs d'alerte, par 591 voix pour, 29 voix contre et 33 abstentions. Ces nouvelles dispositions ont notamment pour objectifs, de protéger et encourager le signalement d’infractions à la législation de l’UE, de choisir entre le signalement interne ou externe, et de mettre en place des mesures de protection contre les représailles de la part des employeurs. Pour entrer en vigueur, la législation doit néanmoins d'abord être approuvée par les ministres de l’UE, puis les États membres disposeront ensuite d’un délai de deux ans pour faire respecter les dispositions.
Le 23 avril 2018, la Commission européenne publie un projet de directive sur la protection des lanceurs d’alerte. Le texte du projet propose une large protection des lanceurs d'alerte et est reçu positivement par les ONG mobilisées sur la question. Cette directive doit être finalisée d’ici 2019, date de la fin de la mandature de la Commission de Jean-Claude Juncker.
Le projet de directive européenne sur la protection des lanceurs d’alerte fait suite à une autre directive dédiée au secret des affaires, validée en 2016 et transposée dans les différents pays européens au plus tard en juin 2018. La directive de 2016 donne une définition très large du secret des affaires et pénalise toute infraction sans la limiter à une utilisation des données à des fins commerciales illicites. Cette directive, malgré ses timides exemptions à l’égard des journalistes et lanceurs d’alerte, apparaît comme un outil juridique supplémentaire au profit des entreprises – notamment les grands groupes – dans la maîtrise de l’information les concernant, elle s'oppose à l'éthique des affaires. Elle prévoit, en cas de procédure devant les juridictions civiles ou pénales, une restriction de l'accès au dossier ou aux audiences, avant, pendant, ou après l'action en justice.
Les détracteurs de la directive européenne sur le secret des affaires plaident pour une restriction de la définition du secret des affaires, précisant quels types d'informations commerciales, technologiques et/ou relatives au savoir-faire, sont à protéger contre l'appropriation illicite. Notamment, certaines données économiques de l'entreprise ne doivent pas relever du secret d'affaires. Les critiques souhaitent aussi que le secret d'affaires ne puisse pas être invoqué face aux requêtes des juridictions civiles et pénales. De plus, ils considèrent que le secret des affaires ne doit pas pouvoir être opposé sur les sujets qui relèvent des droits fondamentaux (eugénisme, clonage, liberté de la presse, droits à l'information et à la consultation des travailleurs au sein de l'entreprise, droit d'accès de toute personne aux dossiers qui la concernent).
Les ministres de l’Union européenne (UE), réunis au sein du Conseil de l'Union européenne adoptent le 7 octobre 2019 la directive. Sa transposition dans les législations nationales et son entrée en vigueur doivent être faites au plus tard le 17 décembre 2021. Les dispositions de la directive concernant les entreprises ne s'appliqueront qu'aux entreprises de plus de 50 personnes. Les entreprises de moins de 250 travailleurs auront un délai supplémentaire de deux ans pour mettre en œuvre les dispositifs internes d'alerte.

### Autres pays
Plusieurs autres pays bénéficient de législations protégeant les lanceurs d’alerte.
En Europe seuls 4 pays – Luxembourg, Roumanie, Slovénie et Royaume-Uni – ont adopté et mis en œuvre une législation complète. Sur les 23 autres pays membres de l’Union européenne en 2022, 16 pays ont une législation partielle et 7 n’ont soit aucune législation, soit une législation inadéquate[Lesquels ?]. En dehors de l'UE, Marie-Angèle Hermitte et Christine Noiville, membres du CNRS citent notamment la Nouvelle-Zélande, l'Australie ou encore de l'Afrique du Sud comme des pays ayant une législation en faveur de la protection des lanceurs d'alerte.

## Protection technologique des lanceurs d'alerte
La protection des lanceurs d'alerte relève du domaine légal, juridique et aussi technologique. Wikileaks a ouvert la voie en créant un site permettant de soumettre anonymement des documents confidentiels par la cryptographie et des techniques d'anonymisation en ligne. De nombreux autres sites ont été ouverts depuis : Balkan Leaks par le site d'investigation bulgare en 2010, Safe House par le Wall Street Journal en 2011, Frenchleaks par Mediapart en 2012, We fight censorship par Reporters sans frontières en 2012. Simultanément, des développeurs recherchent des systèmes à installer librement à destination des organisations qui souhaiteraient recevoir des documents. Par exemple, aux États-Unis, le hacker Aaron Swartz créé SecureDrop, un logiciel de transmission ultra-sécuritaire pour les rédactions, utilisé par The New Yorker, Balkan Leaks, The Intercept, The Washington Post ou The Guardian. En Italie, GlobaLeaks permet aux média, aux associations et aux ONG, de mutualiser ce type d'outils. Il est aussi utilisé par le site tunisien Nawaat, Le Monde et des media belges. Publeaks est un site partagé par plus de quarante média néerlandais : le lanceur d'alerte peut choisir jusqu'au maximum de sept média pour envoyer ses documents. Afrileaks rassemble plus de vingt rédactions de l'Afrique anglophone.

## Champ d'application de la notion
Commentant la proposition du Grenelle de l'environnement d'accorder une protection juridique aux lanceurs d'alerte, le journaliste altermondialiste Hervé Kempf précise « qu'à l'origine de la découverte des risques de l'amiante, du nucléaire, de la vache folle, et de bien d'autres problèmes écologiques et sanitaires, il y a eu des lanceurs d'alerte. Aux États-Unis et en Grande-Bretagne, des lois protègent de tels trublions ».

## Quelques exemples de lanceurs d'alerte

### États-Unis
Parmi les lanceurs d'alerte les plus célèbres, on compte :
- W. Mark Felt (alias Gorge Profonde), un informateur (secret jusqu’en 2005) qui en 1972 a révélé aux journalistes Carl Bernstein et Bob Woodward des informations sur l’implication du président des États-Unis Richard Nixon dans le scandale du Watergate. L'affaire déboucha sur la démission du président, une peine de détention pour le chef de cabinet de la Maison-Blanche H.R. Haldeman et pour John Ehrlichmann, un conseiller du président.
- Bradley Birkenfeld, ancien conseiller en gestion de patrimoine de la banque UBS à Genève. Il révèle notamment aux autorités américaines les pratiques illégales de la banque concernant le démarchage de nouveaux clients sur le territoire américain par les commerciaux de la banque et comment les clients existants cachent leur argent face à l'Internal Revenue Service (IRS) au travers de montages financiers complexes utilisant des sociétés écran et des trusts. Par ses révélations, il aidera en partie à accélérer la chute du secret bancaire en Suisse au travers des pressions du gouvernement américain réclamant les noms de tous les titulaires de compte concernés au gouvernement suisse. Après sa peine de prison pour complicité de blanchiment de fraude fiscale, il reçoit le plus gros chèque jamais alloué à un lanceur d'alerte: 104 millions de dollars américains (avant impôts)[63].

#### Environnement et santé
- Erin Brockovich a dévoilé l'affaire du chrome hexavalent dans l'eau potable de Hinkley, en Californie. Elle découvre elle-même les problèmes de santé publique en travaillant comme adjointe juridique sur différentes demandes d'indemnisation. En 1993, elle obtiendra de la Pacific Gas and Electric Company 333 millions de dollars pour les victimes à l'issue d'un procès. Son histoire est racontée dans le film Erin Brockovich, seule contre tous. Elle est aujourd'hui présidente de Brockovich Research & Consulting.
- Clair Patterson qui a prouvé qu'il existait aux États-Unis et dans le monde une très forte augmentation de la pollution par le plomb, qu'elle affectait l'être humain et de nombreuses autres espèces et qu'elle provenait en grande partie du plomb tétraéthyl utilisé comme additif dans l'essence, ainsi (mais dans une moindre mesure) que du plomb alors utilisé dans les soudures de boîtes de conserve, les peintures, les vernis… Il a contribué à faire avancer la législation américaine sur le plomb, malgré le déni et le lobbying d'entreprises telles que Ethyl Gasoline Corporation qui produisait depuis les années 1920 le tétraéthyl de plomb.
- Jeffrey Wigand, cadre de l'industrie du tabac qui révéla au début des années 1990 au grand public que cette industrie connaissait et cachait depuis longtemps le caractère addictif et cancérigène des cigarettes. Son combat a été porté à l'écran par Michael Mann sous le titre The Insider en 1999.
- Alberto Alaya officier de contrôle au Bureau de contrôle de la qualité de l'air (CARB) à Sacramento (Californie) est le personnage clé de la révélation de l'affaire Volkswagen dite « Dieselgate »[64] incriminant 500 000 véhicules aux États-Unis en août 2015[65],[66].

#### Renseignement
Agence nationale de sécurité (NSA)
- William Binney ayant travaillé à la NSA pendant plus de 30 ans, a dénoncé en 2002 sa politique de collecte de données massive et prétend que la NSA viole délibérément la Constitution des États-Unis.
- Thomas Drake révéla des manquements de la NSA, notamment autour du programme Trailblazer
- Chelsea Manning est accusée, en juillet 2010, d'avoir transmis à WikiLeaks 92 000 war-logs, documents militaires classés secret défense sur la guerre d'Afghanistan.
- Edward Snowden, ancien employé de la CIA et consultant de la NSA, a rendu publiques, en 2013, 2014 et 2015, par l'intermédiaire de plusieurs journaux (The Guardian, Washington Post, Der Spiegel, The New York Times), de nombreuses révélations sur les programmes de surveillance de masse de la NSA. Il a notamment révélé, en juin 2013, le système d'écoutes appelé PRISM lancé en 2007 par le gouvernement américain pour surveiller les données des internautes sur des sites comme Google, Facebook, YouTube, Microsoft, Yahoo!, Skype, AOL et Apple sous le couvert de la lutte antiterroriste[67]. Exilé à Hong Kong en juin 2013, puis à Moscou, Edward Snowden a obtenu le 31 juillet 2013 l'asile temporaire en Russie[68].

Agence centrale de renseignement (CIA)
- John Kiriakou, ancien officier traitant de l'agence, révéla l'utilisation de la technique du waterboarding sur des prisonniers.

#### Défense
- Kathryn Bolkovac, embauchée par la compagnie privée américaine DynCorp dans le cadre d'un contrat dépendant de l'O.N.U de Surveillance et Maintien de l'Ordre après la fin de la guerre de Bosnie-Herzégovine. Elle dévoila, en 2002, la consommation par plusieurs officiers de prostituées et leur participation avérée au trafic d'êtres humains[69]. Beaucoup durent démissionner, soupçonnés d’activités illégales, mais étant couverts par l'immunité diplomatique, aucun ne fut poursuivi. Son histoire est à l'origine du film Seule contre tous[70] sorti en 2011.
- Daniel Ellsberg ancien analyste et conseiller militaire de la marine américaine pendant la guerre du Vietnam et par ailleurs considéré comme le premier lanceur d’alerte de l’histoire, a fourni en 1971 au New York Times un rapport top-secret de 7 000 pages sur l'état de la guerre du Viêt Nam connu comme les Pentagon Papers. Il apparut au public que le gouvernement des États-Unis mentait sur la situation réelle des troupes sur le terrain, en réalité désastreuse. Ellsberg fut poursuivi entre autres pour espionnage et conspiration, avant d'être acquitté durant le scandale du Watergate.

#### Justice
- Jesselyn Radack, avocate travaillant pour le département de la Justice, révèle un manquement à l'éthique commis dans le cadre d'une procédure fédérale contre John Walker Lindh et les tentatives de le cacher, en particulier avec la suppression de courriels.
- Frederic Whitehurst (en) est un chimiste du FBI qui a été, dans les années 1990, le meilleur expert de cette administration sur les questions de résidus d’explosifs. Il a été le premier lanceur d'alerte contemporain du FBI. Il a signalé des manques de critères scientifiques et de graves lacunes dans le laboratoire du FBI, y compris à propos du premier attentat contre le World Trade Center et de l'attentat d'Oklahoma City. Ces révélations déclenchèrent un réagencement du laboratoire du FBI à la suite d'une enquête, en 1997, de l’inspecteur général du ministère de la Justice. Whitehurst déposa une plainte de « représailles contre lanceur d’alerte » et il obtint un arrangement avec le FBI d’une valeur supérieure à 1,16 million de dollars américains.

#### Sécurité aérienne
- John Liotine, chef mécanicien à Oakland, Californie, a dénoncé aux autorités fédérales de l'Aviation, les négligences de maintenance sur les avions de sa compagnie, Alaska Airlines, qui ont mené au crash en mer du vol 261 le 30 janvier 2000, causant la mort de 88 personnes[71].

- John Barnett, ingénieur aérospatial américain, responsable du contrôle qualité chez Boeing, mort dans des circonstances troubles le 9 mars 2024, tout comme Joshua Dean, un ancien contrôleur qualité chez le fournisseur de Boeing Spirit AeroSystems, le 30 avril suivant.

- Sam Salehpour, ingénieur qualité au sein de Boeing, Ed Pierson, ancien responsable de Boeing notamment sur le programme du 737 MAX, Joe Jacobsen qui a travaillé 25 ans à la FAA après onze ans chez Boeing, et Shawn Pruchnicki, spécialiste en sécurité aérienne et ancien pilote de ligne, ont témoigné une première fois le 17 avril 2024 devant une commission d'enquête du Sénat des États-Unis, présidée par le sénateur Richard Blumenthal, après avoir alerté sur des problèmes de sécurité des modèles d'avions 737 MAX, 787 Dreamliner et 777[72].

### Canada
Avertissement : la plupart des exemples relevés dans la liste ci-dessous ne sont pas des lanceurs d'alerte au sens de la loi canadienne fédérale ou des lois provinciales, mais seulement des lanceurs d'alerte au sens du langage courant. Les lois canadiennes en matière de lanceurs d'alerte sont parmi les plus restrictives au monde et la loi est en retard sur l'usage du terme dans le langage courant et dans l'espace public. La conséquence du retard de la loi avec l'usage courant du terme est que beaucoup de personnes se croient lanceuses d'alerte alors qu'elles ne bénéficient d'aucune protection légale.
- À la suite d'un appel au public de Normand Lester dans Le Devoir en 2005 intitulé Il faut aussi une enquête publique sur les magouilles référendaires[74], un fonctionnaire contacte Lester et lui remet une caisse contenant des documents incriminants sur Option Canada. Ces documents seront utilisés pour écrire Les secrets d'Option Canada. Le Vérificateur général du Canada, la GRC et le Directeur général des élections du Québec lanceront une enquête sur l'organisme.
- Ma Chouette ou MaChouette est le nom de code du dénonciateur ou de la dénonciatrice encore anonyme du Scandale des commandites entourant le détournement de fonds publics destinés à une campagne de relations publiques, menée par le gouvernement fédéral canadien, visant à contrecarrer les actions du Parti québécois en faveur de la souveraineté du Québec. Ma Chouette était une importante source d'information pour le journaliste Daniel Leblanc qui s'est engagé à protéger son anonymat[75].
- Alan Cutler (en) est un ancien fonctionnaire du gouvernement fédéral canadien au ministère des Travaux publics où il avait comme supérieur hiérarchique le fonctionnaire Charles Guité. Cutler a voulu, dès 1995, attirer l'attention sur les abus de ce qui est devenu par la suite le Scandale des commandites. Il a été rétrogradé et muté pour ses peines, mais a pu, en 2004, donner son témoignage devant la Commission Gomery.
- Shiv Chopra, Margaret Haydon et Gérard Lambert étaient des fonctionnaires du gouvernement fédéral canadien qui ont dénoncé les menaces à la santé humaine associées à l'hormone de croissance bovine. Shiv Copra et Margaret Haydon ont, par ailleurs, dénoncé comme insuffisantes les mesures de leur gouvernement pour prévenir la maladie de la vache folle. Les trois ont été congédiés en 2004. Malgré des recours engagés devant diverses instances, seul Gérard Lambert a été réintégré dans ses fonctions[76]. En date du 14 novembre 2011, Chopra, Haydon et Lambert se sont vus octroyer le premier Prix d'intégrité (« Integrity Award ») par l'ONG Canadian Journalists for Freedom of Expression pour avoir « agi courageusement dans l’intérêt public sans égard au gain personnel et au risque de représailles mettant en péril leur carrière, leur gagne-pain et leur liberté personnelle »[77].
- Sylvie Therrien est une lanceuse d’alerte impliquée dans l’Affaire des quotas de l’assurance-emploi au fédéral. Elle a tenté sans succès de dénoncer la situation à l’interne[78]. La fonctionnaire fut congédiée en 2013 pour avoir divulgué des informations aux journalistes[79].
- En 2019, l'agronome, Louis Robert, a été congédié après 32 ans de service pour avoir transmis un document confidentiel à un journaliste[80]. Il avait dénoncé ce qu’il considère comme de l’ingérence des compagnies du secteur privé dans la recherche publique sur l’utilisation des pesticides[80].

### Europe
- Maureen Kearney, professeure d'anglais et responsable CFDT, élue en 2004 secrétaire du comité de groupe européen d'Areva, leader mondial de l'industrie nucléaire, qui a alerté la presse et les politiques sur la vente à la découpe de la filiale Areva T&D à Alstom-Bouygues puis sur un contrat secret  comportant de dangereux transferts de technologie vers la Chine, subissant dans sa maison un viol avec actes de barbarie puis des pressions en garde à vue pour la convaincre d'avouer une pseudo-affabulation. Elle a été blanchie en appel et son personnage a été interprété par Isabelle Huppert, dans un rôle à la « Erin Brockovich »[81], au centre du film La Syndicaliste, sorti le 1er mars 2023 au cinéma.
- Árpád Pusztai (voir affaire Pusztai).
- Paul van Buitenen est un fonctionnaire européen de nationalité néerlandaise qui, en 1998, s'est opposé ouvertement à certains comportements frauduleux de membres de la Commission européenne. Il a aussi mis en évidence le traitement inadéquat — à son avis — par les instances compétentes, de ses révélations. Le résultat de son action est que toute l'équipe de commissaires européens, dont Édith Cresson, a dû démissionner, que lui-même a été suspendu durant quatre mois avec réduction de son salaire et qu'il a ensuite été déplacé vers une fonction moins exposée[réf. souhaitée][82].
- Hans-Peter Martin, citoyen et parlementaire autrichien, a acquis une certaine notoriété lorsqu'il a accusé certains de ses collègues du Parlement Européen. Ses accusations portaient sur la corruption, l'enrichissement et le gaspillage de fonds publics par la présentation de frais de repas et les indemnités de déplacement anormalement élevées. En réaction, il a été lui-même accusé d'abus d'indemnités de repas. Le 31 mars 2004 il a publié à Strasbourg une liste de 57 noms de parlementaires allemands qui auraient perçu des indemnités de présence irrégulières. Il accusait les hommes politiques de tous les partis de se signaler le matin sur la liste de présence, et de quitter ensuite immédiatement le bâtiment. Il avait enregistré 7 200 cas de ce type, où les jetons de présence avaient été abusivement réclamés. Dans une conférence de presse commune de tous les représentants des groupes politiques du parlement, Hans-Gert Pöttering (CDU) a qualifié les déclarations de Hans-Peter Martin d'inacceptables et injustifiées. Cependant, une réforme du système d'indemnisation des parlementaires a été souhaitée, mais il a été décidé de ne pas traiter cela en public[83].
- Rui Pinto est à l’origine des Football Leaks. Emprisonné puis assigné à résidence au Portugal, il fait face à 90 chefs d’inculpation [84]. Les Football Leaks ont mis en lumière les pratiques de dopage financier des grands clubs de foot comme le PSG et les pratiques immorales et illégales de la Fifa et l’exploitation d’enfants sur le continent africain. Ils ont mis au jour la fraude fiscale de footballeurs connus comme Cristiano Ronaldo et José Mourinho. Sur la base des révélations issues des documents fournis par Rui Pinto, la collusion entre le procureur fédéral Michael Lauber et la Fifa a été dénoncé par plusieurs journaux[85], ce qui a abouti en 2020 à ce qu’il soit démis de ses fonctions et à ce qu’il perde son immunité liée à son statut de haut magistrat. En plus des Football Leaks, Pinto est à l'origine de révélations sur l'enrichissement frauduleux de la milliardaire angolaise Isabel dos Santos, essentiellement du détournements d'argent public angolais, les « Luanda Leaks [86].
- Jan Karski (1914 Łódź, 2000 Washington) est un résistant polonais qui visita par deux fois clandestinement le ghetto de Varsovie et un centre de tri alimentant des camps d'extermination, puis témoigna auprès du président Roosevelt, du ministre britannique des Affaires étrangères, du gouvernement polonais en exil et des autorités juives des États-Unis et du Royaume-Uni, pour les informer de l'extermination des Juifs d'Europe par les Nazis. Le rapport Karski fut lu, sans que cette lecture ne soit suivie d'effets.
- Henri Dunant (1828-1910), dans son livre Un souvenir de Solférino, dénonce les souffrances des militaires blessés sur les champs de bataille telles qu'il les a vues à Solférino en 1859. Ce cri d'alarme, l'action déterminée d'un groupe de cinq citoyens genevois, et un gros travail d'influence auprès des têtes couronnées d'Europe, conduisirent à la signature des Conventions de Genève pour la protection des militaires blessés et des prisonniers en temps de guerre, et à la création de la Croix-Rouge.
- Gareth Jones (1905-1935) Journaliste britannique ayant couvert l'Holodomor, une grande famine en Ukraine provoqué par le gouvernement soviétique. Il l'a révélée au grand publique dès son retour de l'URSS.

#### Allemagne
- Karsten Vom Bruch, ingénieur depuis 1997 chez l'équipementier automobile BOSCH basé à Gerlingen près de Stuttgart (Bade-Wurtemberg), une des entreprises qui a apporté une contribution significative à l'affaire Volkswagen, dite « Dieselgate »[64] en fournissant au constructeur allemand un logiciel (modifié frauduleusement par Volkswagen) permettant la manipulation des émissions d'échappement au sein du système de gestion moteur (plus de 11 millions de véhicules sont concernés). En août 2015 il a commencé à être en conflit à ce sujet avec la direction de l'entreprise qui, sous des prétextes fallacieux (« violation grave du droit du travail »), a licencié sans préavis son collaborateur. Celui-ci a contesté depuis lors son licenciement abusif devant le Tribunal du travail du Land de Bade-Wurtemberg puis le tribunal fédéral du travail à Berlin[87],[66]. Malgré son licenciement, non encore validé par le Tribunal des prud'hommes en mars 2022, il vient d'obtenir la confiance de 630 de ses collègues de l'usine de Feuerbach, qui l'ont réélu au comité d'entreprise[88].

#### Belgique
- Le Britannique Edmund Dene Morel était, vers la fin des années 1890, un employé de la société maritime Elder Dempster, qui avait un contrat couvrant toutes les importations et exportations de l'État indépendant du Congo. Il était engagé comme agent de liaison entre sa société et l'agent de l'État au Congo. Il fit rapidement un triple constat :
  - les livraisons d'armes et de munitions au Congo étaient régulières et nombreuses ;
  - rien n'entrait, en paiement des très importantes quantités de caoutchouc et d'ivoire qui étaient exportées du Congo ;
  - au sommet des opérations commerciales entre l'Europe et le Congo, un opérateur réalisait ainsi d'énormes bénéfices.

De ses observations au port d'Anvers et de l'examen de la comptabilité de l'entreprise qui l'employait, il conclut à l'existence de l'esclavage au Congo. Avec d'autres, il contribua activement à le dénoncer.
- Victor Martin, sociologue belge (1912-1989). Durant la Seconde Guerre mondiale, il ramena d'une mission en zone allemande les premières informations fiables sur le sort des Juifs déportés en Allemagne et le fonctionnement du camp d'Auschwitz.

#### France

##### Banque et finance
- Hervé Falciani, ancien informaticien de la banque HSBC à Genève, a fourni à l'administration fiscale française une liste de comptes bancaires non déclarés, en lien avec des soupçons de fraude fiscale et l'affaire des évadés fiscaux[90].
- Stéphanie Gibaud, ancienne responsable des relations publiques d'UBS France, est embauchée en 1999 chez UBS (Union des banques suisses). Elle y organise des événements sportifs, artistiques et mondains à l'attention de très riches clients français, et de ceux qui pourraient le devenir. En juin 2008, sa supérieure hiérarchique exige qu'elle efface de son disque dur tous les fichiers contenant les noms des clients et de leur chargé d'affaires. Stéphanie Gibaud refuse d’exécuter cet ordre, et se rend compte qu’UBS organise, en toute illégalité, l'évasion fiscale de nombreux Français fortunés vers la Suisse. Dès lors, elle subit un harcèlement impitoyable de la part de son entreprise. Autant de délits qu’elle contribue à révéler aux autorités judiciaires et à la presse, un acte de résistance qui sera, pour une part importante, à l’origine de « l’affaire UBS »[90]. En février 2019, le tribunal de grande instance de Paris condamne UBS à une amende de 3,7 milliards et à verser à l'état français 800 millions au titre de dommage et intérêt. Il s'agit de la plus grosse amende jamais prononcée par la justice française[91]. La banque fait alors appel.
- Serge Humpich, ingénieur, a mis en avant des erreurs de conception dans les cartes bancaires. Il a été condamné à 10 mois de prison avec sursis à la suite d'une démonstration publique réalisée avec plusieurs cartes conçues par ses soins, exploitant les failles qu'il voulait prouver. Cette démonstration a consisté en l'achat de carnets de tickets de métro en présence d'huissiers.
- Un ex-informaticien dans une salle de marché de la Société générale a alerté à partir de juillet 2007 de manière quotidienne pendant plusieurs mois sa direction, concernant les volumes d’activité anormaux, inquiétants et dangereux des transactions de Jérôme Kerviel. Après la révélation de la fraude en janvier 2008, la Société Générale prétendra découvrir seulement à ce moment son exposition sur les marchés. L'ex-informaticien sera un des témoins-clés de « l’affaire Kerviel », et apportera des révélations majeures concernant les preuves détruites et les systèmes d’archivage légaux, ainsi que d’autres informations liées à son expertise[92][source insuffisante].
- la banque Natixis, filiale financière du groupe BPCE, est condamnée par l'arrêt du 16 décembre 2016 de la cour d'appel de Paris à réintégrer un lanceur d'alerte. Il s'agit de la première fois qu'un tribunal français ordonne la réintégration d'un lanceur d'alerte[93].
- Maxime Renahy transmet durant cinq années des informations à la DGSE en parallèle de ses activités de gestionnaire de fonds à Jersey et au Luxembourg [94],[95],[96]. Par la suite, il fonde avec son frère une association et un site internet lanceuralerte.org afin d'aider à « faire fuiter » des informations sur l'optimisation fiscale et l'évasion fiscale [97].

##### Police,armée,renseignementSécurité extérieure (DGSE), intérieur (DST, contre-espionnage et antiterrorisme, DGSI), activités technologiquesconfidentielles défenses
- Philippe Pichon, commandant de police et écrivain a dénoncé en 2008 le fonctionnement illégal et les irrégularités du Système de traitement des infractions constatées (STIC), ce qui lui a valu une mise à la retraite d'office à 42 ans par mesure disciplinaire.
- Amar Benmohamed, brigadier-chef affecté au dépôt du tribunal de Paris et qui a révélé des centaines de cas de maltraitance et de racisme dans les cellules du dépôt au média StreetPress en juillet 2020, après plusieurs alertes internes restées sans suites.

##### Santé et environnement
- Mathieu Bellahsen, médecin psychiatre, qui a été reconnu lanceur d'alerte en février 2025 par le tribunal administratif pour sa dénonciation de l'enfermement de ses patients durant la pandémie de Covid-19[98].
- Anne Cabau qui a mis en lumière les effets du diethylstilbestrol DES, produit prescrit aux femmes enceintes pour prévenir les fausses couches et qui a occasionné des malformations et facteurs de stérilité chez leurs enfants et petits enfants
- Anne-Marie Casteret, journaliste qui a révélé l'affaire du sang contaminé[99].
- André Cicolella, chercheur à l'Institut national de recherche et de sécurité (INRS), est sanctionné en 1994 par sa direction, pour avoir souligné publiquement les dangers de l'éther de glycol. En octobre 2000, après six ans de procédure, la Cour de cassation l'a rétabli dans ses droits, en reconnaissant le caractère abusif de son licenciement[100].

- Olivier Dubuquoy (en), géographe[101] et militant écologiste, ses travaux portent sur les pratiques de lobbying de désinformation et de « sciencewashing »[102] propres à l’industrie pétrolière et gazière, à l’industrie de l'alumine et aux lobbies de la valorisation des déchets toxiques. En 2011, Olivier Dubuquoy rend publique une étude d'impact confidentielle de Pechiney datant de 1993, confirmant la toxicité des boues rouges contenant des métaux lourds. Il coordonne depuis une série de nouvelles études scientifiques sur la toxicité et l’impact sanitaire des boues rouges et des produits valorisés à base de boues rouges[103]. En 2015 et 2016 il co réalise le documentaire Zone rouge, histoire d'une désinformation toxique qui obtient la mention spéciale du jury au Festival International du Grand Reportage d'Actualité et du Documentaire de Société 2017.
- La Revue Prescrire à l'origine de nombreux retraits de médicament dont le Mediator[104],[105].
- Irène Frachon, pneumologue ayant dénoncé dans son livre « Mediator 150 mg, combien de morts ? » paru en 2010, la toxicité d'un médicament entrainant une hypertension pulmonaire mortelle. Ce médicament étant commercialisé depuis 1976 en connaissance de cause. Après trois ans d'enquête médico-policière elle découvrit que le Mediator était un dérivé de l'Isoméride, un coupe-faim des laboratoires Servier étant à l'origine de la même pathologie. Ses actions ont conduit au retrait de la vente de Mediator en 2009[106].
- Véronique Lapides, présidente du Collectif Vigilance Franklin[107], soulignant le nombre élevé de cancers parmi les enfants ayant fréquenté l’école maternelle Franklin Roosevelt, construite à Vincennes sur une partie du site de l'ancienne usine chimique de la société Kodak[108].
- Carine Mayo, journaliste et écrivain français, qui contribue par ses articles à faire connaître l'affaire des cancers pédiatriques de Vincennes.
- Inès Léraud, journaliste, dénonce l'omerta autour de la prolifération des algues vertes en Bretagne apparues à la fin des années 1980, dû à une pollution aux nitrates issus de l’agriculture intensive[109],[110].
- Marine Martin, mère de famille, elle dénoncé à partir de 2011 les effets de l'antiépileptique Dépakine (valproate de sodium) produit par le laboratoire Sanofi pendant la grossesse et le manque d'informations des femmes enceintes. La Dépakine serait à l'origine de malformations graves et de troubles neurodéveloppementaux chez les enfants exposés à ce médicament lorsqu'ils n'étaient encore que des fœtus[111].

- Jean-Jacques Mélet, médecin qui a révélé la toxicité des amalgames dentaires contenant du mercure[99].
- Pierre Meneton, chercheur à l'Institut national de la santé et de la recherche médicale (Inserm) et spécialiste des maladies cardio-vasculaires, est poursuivi en justice le 31 janvier 2008 pour avoir dénoncé le poids des lobbies dans le domaine de la santé. Le Comité des salines de France lui reproche d'avoir dit dans une interview, en mars 2006, que « le lobby des producteurs de sel et du secteur agroalimentaire industriel est très actif. Il désinforme les professionnels de la santé et les médias »[112]. En France, on consomme 10 g de sel par jour en moyenne. André Cicolella conclut : « Si on passe à 6 g par jour, on réduit de 22 % les accidents vasculaires cérébraux et de 16 % les infarctus, selon les estimations des experts. » Le 13 mars 2008, le tribunal correctionnel de Paris donne raison à Pierre Meneton et déboute le Comité des salines de France[113].
- Valérie Murat, activiste anti-pesticides qui a dénoncé la présence de résidus de pesticides dans des vins labellisés HVE (Haute Valeur Environnementale). Elle a été condamnée à verser 125 000 € de dommages et intérêts au CIVB pour dénigrement, un verdict qu'elle considère, avec le soutien d'associations, comme une « procédure-bâillon », et a fait appel[114],[115].
- Henri Pézerat, chimiste, un des membres fondateurs du collectif intersyndical de Jussieu qui, dès le début des années 1970, a alerté sur les dangers de l'amiante — voir le livre Danger ! Amiante qui raconte l'histoire du conflit de l'amiante en France. Animant la contre-expertise notamment en toxicologie, il a également contribué au retour de l'amiante dans le débat public au milieu des années 1990[99].
- Annie Thébaud-Mony sociologue française de la santé, connue pour ses recherches et son travail associatif sur les maladies professionnelles, porte-parole de Ban Asbestos France, une association française s’occupant des risques engendrés par l’amiante[116].
- Jean-François Viel, épidémiologiste et professeur à l'université de Besançon, auteur notamment d'une étude sur les leucémies autour des sites nucléaires de La Hague, laquelle avait créé un précédent en matière d'exposition des populations riveraines autour des centres nucléaires français — sur le modèle de Sellafield en Angleterre. Cette étude, publiée dans une revue anglo-saxonne, a été reprise en France par Science&Vie en décembre 2005, dans un numéro qui titrait « Nucléaire et cancer »[99].

#### Luxembourg
- Antoine Deltour, lanceur d'alerte dans le cadre des révélations Luxleaks en novembre 2014. Antoine Deltour est un ex-auditeur de la filiale luxembourgeoise du cabinet comptable PriceWaterhouseCoopers, poursuivi par son ancien employeur pour avoir copié des documents qui ont ensuite été à la source des LuxLeaks révélées par l'International Consortium of Investigative Journalism. Ces documents concernent des centaines d'accords fiscaux entre le fisc luxembourgeois et des multinationales (rescrits fiscaux), confirment un système d’optimisation fiscale à grande échelle pratiquée au Luxembourg[117]. Antoine Deltour indique avoir fait fuiter ces documents afin d'éclairer le débat public sur la transparence et la justice fiscale[118] et avoir agi de manière totalement désintéressée[119]. À la suite de la plainte déposée par son ancien employeur, Antoine Deltour est inculpé en décembre 2014, ainsi que plusieurs autres personnes ayant contribué aux révélations Luxleaks. Il est condamné avant d'être relaxé en janvier 2018 par la Cour de cassation du Luxembourg, qui reconnait pleinement son statut de lanceur d'alerte[120].

#### Pays-Bas
- Gerrit de Wit, né en 1957, est un ancien policier et fonctionnaire néerlandais connu pour avoir dénoncé des fraudes et de la corruption au sein du ministère du Logement où il travaillait. Il a fait ses révélations à la fin des années 1990. Le ministre du Logement, Jan Pronk, l'a félicité en lui accordant un avancement. À la suite de cela, la direction administrative a lancé contre lui une procédure de licenciement qui a duré des années[réf. souhaitée][82].
- Harrie Timmerman, né en 1946, est un criminologue et auteur néerlandais connu comme lanceur d'alerte à propos du meurtre du parc Schiedam. Expert en criminologie comportementale détaché auprès de la police de Groningue, il a été partiellement impliqué dans le cas du meurtre du parc Schiedam. Il a découvert que des traces ADN innocentaient la personne condamnée pour ce crime, et a essayé sans résultat de dénoncer cette injustice de manière interne, avant de contacter la presse. Il a été interrogé en direct à la radio sur cette affaire le 5 septembre 2005, à la suite de quoi la police de Groningue n'a pas prolongé son contrat. Son collègue Dick Gosewehr a été muté et dégradé à la suite de cette même affaire[réf. nécessaire][82].

#### Suisse
- Rudolf Elmer a transmis en 2005 à quelques médias suisses des informations sensibles pour la banque zurichoise Julius Bär, dont des données bancaires internes de clients possédant un trust administré par la filiale de la banque à George Town aux îles Caïmans. Publiées sur WikiLeaks en 2008, ces révélations ont déclenché plusieurs enquêtes fiscales aux États-Unis, en Allemagne, en Belgique et au Royaume-Uni. Bien que ses premières dénonciations semblent principalement motivées par un esprit de revanche lié à un licenciement qu'il juge abusif, Rudolf Elmer est par la suite devenu un authentique lanceur d'alerte en dénonçant des faits de fraude fiscale facilités ou encouragés par ses employeurs ultérieurs.
- Christoph Meili a remarqué en 1997 que l'Union de banques suisses détruisait les preuves concernant des avoirs juifs, dans le cadre de l'affaire des comptes en déshérence, alors que la loi suisse exige que les banques restituent ces biens aux familles des Juifs tués au cours de la Shoah. Les autorités suisses ont réagi en émettant un mandat d'arrêt au motif qu'il aurait enfreint le secret bancaire. Meili a dû prendre la fuite aux États-Unis où il a obtenu l'asile politique. C'est le premier citoyen suisse à avoir obtenu ce statut. Le mandat d'arrêt a été annulé ultérieurement mais Meili a choisi de rester expatrié jusqu'en 2004[121].
- Pascal Diethelm et Jean-Charles Rielle, activistes suisses en faveur du contrôle du tabac et anciens étudiants de l’Université de Genève, révélèrent les liens secrets du professeur d’épidémiologie Ragnar Rylander avec l’industrie du tabac. Dans un communiqué publié en 2001, Pascal Diethelm et Jean-Charles Rielle accusèrent Rylander d’être secrètement employé par la société tabatière Philip Morris et qualifièrent de fraude scientifique sans équivalent la dissimulation de ses liens avec l’industrie du tabac durant une période de 30 ans pendant laquelle il s’était présenté comme scientifique indépendant, alors qu’il obéissait aux ordres de la direction et des juristes de Philip Morris, et avait publié des articles et organisé des colloques qui niaient ou banalisaient la toxicité du tabagisme passif. Après un long procès qui alla jusqu’au Tribunal fédéral, toutes les accusations furent confirmées[122],[123],[124]. À la suite de ce jugement, l’Université de Genève a interdit à ses membres de demander des financements de recherche ou d’accomplir de la consultance directe ou indirecte pour l’industrie du tabac[125].
- Hervé Falciani, Français, ancien informaticien de la banque HSBC à Genève dans l'affaire des évadés fiscaux et les révélations de SwissLeaks.
- Yasmine Motarjemi, ancienne cadre dirigeante chargée de la sécurité alimentaire au siège de Nestlé, dénonce des pratiques immorales et la gestion défaillante de la sécurité sanitaire des produits alimentaires de son entreprise. En 2011, elle porte plainte contre la multinationale pour harcèlement, ce qui aboutira à une condamnation de celle-ci[126],[127].

### Russie
- Alexandre Nikitine, un ancien commandant de sous-marin nucléaire russe tente, après avoir quitté la Marine, d'avertir le monde du risque environnemental que représentent les sous-marins nucléaires russes déclassés. En 1996, il coécrit avec l'association Bellona un rapport intitulé « La flotte nordique russe - Sources de contamination radioactive ». Le FSB (successeur du KGB) l'arrête et l'emprisonne pour trahison et divulgation de secrets d'État. Il est finalement acquitté après plusieurs années de procès et d'appels[128].

### Afrique

#### République démocratique du Congo
- Le banquier Jean-Jacques Lumumba dévoile en 2016 que BGFIBank, son ancien employeur, a couvert des détournements de fonds publics de plusieurs dizaines de millions de dollars réalisés par l'entourage du président Joseph Kabila[129]
- L'expert classificateur en diamant Claude Mianzuila Disimba prend le risque de révéler et de mettre au clair le vol organisé du diamant et la mauvaise gestion de la Minière de Bakwanga. En juillet 2020, Claude Mianzuila est mis en prison dans une affaire d'imputation dommageable dont la plaignante est la femme du directeur financier de la MIBA. Après 55 jours de détention, il est acquitté mais condamné à payer 1 500 dollars pour injures publiques au directeur financier qui pourtant n’était pas plaignant[130].

### Actions internationales et numériques
- Le site WikiLeaks, personnifié par son porte-drapeau et porte-parole Julian Assange, diffuse de nombreuses alertes sous forme d'informations confidentielles qui lui sont confiées par d'anonymes lanceurs d'alerte.
- Le site OpenLeaks, créé dans le même but que WikiLeaks, mais ayant une politique de diffusion des informations différentes.

### Asie

#### Chine
L’article 41 de la Constitution chinoise donne le « droit de critiquer et de faire des suggestions à tout organe ou fonctionnaire de l’État ». Il est aussi possible de porter plainte contre l’État et les fonctionnaires pour « violation de la loi ou négligence de ses devoirs ». Néanmoins, « la fabrication ou la déformation des faits à des fins de diffamation ou de machination » sont passibles de poursuites.

#### Inde
- Rajkumar Keswani (1950 - 2021) est un journaliste indien indépendant qui, après une enquête de fond sur l'usine d'Union Carbide à Bhopal en 1982, cherche à alerter la population en amont de la catastrophe de Bhopal en publiant plusieurs articles (sans succès).

### Colloques et conférences
- Le lanceur d'alerte à l'épreuve du jugement intervention de Francis Chateauraynaud au cours du colloque « La protection du lanceur d’alerte sanitaire » organisé par la Fondation « Sciences citoyennes » à Paris V - Faculté de Jussieu le 29 mars 2003 : liste des intervenants.
- (en + fr) Colloque «Conférence sur la clause de conscience» organisée par l'APSAB (Association for the promotion of scientific accountable behaviour) à Genève (Suisse) le 25 septembre 2003.
- Colloque « Lanceurs d’alerte et système d’expertise : vers une législation exemplaire en 2008 ? » organisé par Marie-Christine Blandin et la Fondation Sciences citoyennes au Sénat, à Paris, le 27 mars 2008 : Liste des intervenants et programme.

### Filmographie documentaire
- Du côté des « anges », documentaire français de Mathieu Verboud, réalisé en 2007.
- Lanceurs d'alerte : coupable ou héros, documentaire américain du réalisateur James Spione en 2014.
- Une femme à abattre, documentaire français de Mathieu Verboud et Jean-Robert Vialletont, sur la lanceuse d'alerte Sibel Edmonds.
- L'Homme qui a fait tomber Nixon, The Most Dangerous Man in America: Daniel Ellsberg and the Pentagon Papers, documentaire réalisé par Judith Ehrlich et Rick Goldsmith.
- Lanceur d'Alerte, court-métrage réalisé par « Les Parasites » et disponible sur YouTube depuis le 13 novembre 2016 Les Parasites, « Lanceur d'Alerte », 13 novembre 2016 (consulté le 10 décembre 2016).

### Au cinéma
- Le cinquième pouvoir de Bill Condon, 2013
- Révélations de Michael Mann, 2000.
- She hate me de Spike Lee, 2004
- The Whistleblower de Larysa Kondracki , 2010
- La Syndicaliste de Jean-Paul Salomé, 2023

### Romans
- John Grisham, L'informateur, Paris, Lattès, 2017  (ISBN 978-2-7096-5070-0).

#### Sites internet
- Site de Blueprint for free speech présentant une carte mondiale interactive des législations nationales en faveur des lanceurs
- Site de Tranparency International
- Site du journal Libération - Le 3 mars 2015 : Lanceurs d'alerte : le prix du courage
- Frise chronologique en 2D et en 3D des principaux lanceurs d'alerte en France, aux États-Unis, en Russie, en Chine et en Israël
- Passeur d'Alertes, le média des lanceurs d'alertes

#### Médias audio
- La Tête au carré, émission du 3 octobre 2011 (53 min 29 s), sur France Inter par Mathieu Vidard, invités : Valérie Masson-Delmotte, climatologue, Marie-Christine Blandin, sénatrice du Nord, membre de l'OPECST (office parlementaire d'évaluation des choix scientifiques et technologiques) - réalisé par Violaine Ballet
- Service public, émission du 9 janvier 2012 : Les lanceurs d'alerte sur France Inter
- Du grain à moudre, émission du 24 avril 2014, Lanceurs d'alerte : sentinelles de la démocratie ou ennemis du système ? sur France Culture (40 min)
- « Qu'on cesse de s'acharner pour son travail de lanceur d'alerte » (Radio Internationale Allemande Deutsche welle)

#### Bases de données
- Liste des lois et décrets relatifs à l'alerte

- Ressource relative à l'audiovisuel :   - France 24
- Ressource relative à la recherche :   - JSTOR
- Notices dans des dictionnaires ou encyclopédies généralistes :   - Den Store Danske Encyklopædi
  - Universalis
- Notices d'autorité :   - BnF (données)
  - LCCN
  - GND
  - Japon
  - Israël